# Monostichella
Monostichella Höhn. – rodzaj grzybów z typu workowców (Ascomycota), o bliżej nieokreślonej przynależności systematycznej. Grzyby mikroskopijne.

## Systematyka i nazewnictwo
Pozycja w klasyfikacji według Index Fungorum: Incertae sedis, Incertae sedis, Incertae sedis, Incertae sedis, Pezizomycotina, Ascomycota, Fungi.
Takson utworzył w 1916 r. Franz von Höhnel. Synonim: Antimanopsis Petr.
Gatunki:
- Monostichella aequatoriensis (Petr.) Arx 1957
- Monostichella alni (Ellis & Everh.) Arx 1957
- Monostichella coryli (Roberge ex Desm.) Höhn. 1916[3]
- Monostichella hysterioidea (Dearn. & Barthol.) Arx 1957
- Monostichella indica B. Sutton 1980
- Monostichella nothofagi P.R. Johnst. 1999
- Monostichella osmundae H. Ruppr. 1959
- Monostichella potentillae Arx 1957
- Monostichella robergei (Desm.) Höhn. 1916
- Monostichella salicis (Westend.) Arx 1957
- Monostichella symploci Keissl. 1923
- Monostichella tetrastigmatis Keissl. 1924
- Monostichella trevesiae Keissl. 1924

Wykaz gatunków i nazwy naukowe według Index Fungorum.